# Europaspiele 2023/Moderner Fünfkampf
Bei den Europaspielen 2023 wurden fünf Wettbewerbe im Modernen Fünfkampf ausgetragen.
Die Wettbewerbe fungierten gleichzeitig als Europameisterschaften. Die Einzelwettkämpfe dienten außerdem als Qualifikation für die Olympischen Sommerspiele 2024. Pro Geschlecht wurden acht Quotenplätze vergeben.

## Bilanz

### Medaillenspiegel
| Platz  | Land           | Gold | Silber | Bronze | Gesamt |
| ------ | -------------- | ---- | ------ | ------ | ------ |
| 1      | Italien        | 2    | —      | 1      | 3      |
| 2      | Großbritannien | 1    | 1      | 2      | 4      |
| 3      | Deutschland    | 1    | —      | —      | 1      |
| 3      | Tschechien     | 1    | —      | —      | 1      |
| 5      | Ungarn         | —    | 1      | 2      | 3      |
| 6      | Frankreich     | —    | 1      | —      | 1      |
| 6      | Litauen        | —    | 1      | —      | 1      |
| 6      | Spanien        | —    | 1      | —      | 1      |
| Gesamt | Gesamt         | 5    | 5      | 5      | 15     |

### Medaillengewinner
| Disziplin         | Gold                                                         | Silber                                                           | Bronze                                                |
| ----------------- | ------------------------------------------------------------ | ---------------------------------------------------------------- | ----------------------------------------------------- |
| Männer Einzel     | Giorgio Malan (ITA)                                          | Joseph Choong (GBR)                                              | Csaba Bőhm (HUN)                                      |
| Frauen Einzel     | Alice Sotero (ITA)                                           | Laura Heredia (ESP)                                              | Olivia Green (GBR)                                    |
| Männer Mannschaft | GroßbritannienCharlie Brown Joseph Choong Myles Pillage      | FrankreichValentin Belaud Valentin Prades Christopher Patte      | ItalienGiorgio Malan Roberto Micheli Matteo Cicinelli |
| Frauen Mannschaft | DeutschlandAnnika Zillekens Rebecca Langrehr Janine Kohlmann | LitauenLaura Asadauskaitė Gintarė Venčkauskaitė Ieva Serapinaitė | UngarnMichelle Gulyás Luca Barta Blanka Guzi          |
| Mixed Staffel     | Karolína Křenková / Martin Vlach (CZE)                       | Kamilla Réti / Mihály Koleszár (HUN)                             | Jessica Varley / Samuel Curry (GBR)                   |